# Grammy Award for Best Contemporary R&B Gospel Album
Der Grammy Award for Best Contemporary R&B Gospel Album, auf Deutsch „Grammy-Auszeichnung für das beste zeitgenössische R&B Gospel-Album“, ist ein Musikpreis, der von 1991 bis 2011 von der amerikanischen Recording Academy im Bereich der Gospelmusik verliehen wurde.

## Geschichte und Hintergrund
Die seit 1959 verliehenen Grammy Awards werden jährlich in zahlreichen Kategorien von der Recording Academy in den Vereinigten Staaten vergeben, um künstlerische Leistung, technische Kompetenz und hervorragende Gesamtleistung ohne Rücksicht auf die Album-Verkäufe oder Chart-Position zu würdigen.
Eine dieser Kategorien war der Grammy Award for Best Contemporary R&B Gospel Album. Der Preis wurde von 1991 bis 2011 vergeben und hieß bis 2006 zunächst Grammy Award for Best Contemporary Soul Gospel Album. Von 1978 bis 1983 wurde mit dem Grammy Award for Best Soul Gospel Performance, Contemporary ein ähnlicher Preis vergeben.
Die Auszeichnung wurde 2012 im Rahmen einer umfassenden Überarbeitung der Grammy-Kategorien eingestellt. Ab 2012 wurden Aufnahmen in dieser Kategorie in der neuen Kategorie Grammy Award for Best Gospel Album ausgezeichnet.
Kirk Franklin und Cece Winans sind mit je vier Siegen die häufigsten Gewinner in der Kategorie Grammy Award for Best Contemporary R&B Gospel Album, gefolgt von Take 6 mit drei Siegen. Yolanda Adams, die mit acht Nominierungen die meisten Nominierungen erhalten hat, hat die Auszeichnung zwei Mal erhalten.

## Gewinner und Nominierte
| Jahr | Gewinner                                            | Nationalität        | Album                                   | Nominierte | Bild des/der Gewinner(s) |
| ---- | --------------------------------------------------- | ------------------- | --------------------------------------- | ---------- | ------------------------ |
| 1991 | Take 6                                              | Vereinigte Staaten  | So Much 2 Say                           |            |                          |
| 1992 | BeBe Winans und CeCe Winans                         | Vereinigte Staaten  | Different Lifestyles                    |            |                          |
| 1993 | Mervyn Warren (Produzent) und verschiedene Künstler | Vereinigte Staaten  | Handel’s Messiah: A Soulful Celebration |            |                          |
| 1994 | The Winans                                          | Vereinigte Staaten  | All Out                                 |            |                          |
| 1995 | Take 6                                              | Vereinigte Staaten  | Join the Band                           |            |                          |
| 1996 | CeCe Winans                                         | Vereinigte Staaten  | Alone In His Presence                   |            |                          |
| 1997 | Kirk Franklin & the Family                          | Vereinigte Staaten  | Whatcha Lookin’ 4                       |            |                          |
| 1998 | Take 6                                              | Vereinigte Staaten  | Brothers                                |            |                          |
| 1999 | Kirk Franklin                                       | Vereinigte Staaten  | The Nu Nation Project                   |            |                          |
| 2000 | Yolanda Adams                                       | Vereinigte Staaten  | Mountain High... Valley Low             |            |                          |
| 2001 | Mary Mary und Warryn Campbell (Produzent)           | Vereinigte Staaten  | Thankful                                |            |                          |
| 2002 | Yolanda Adams                                       | Vereinigte Staaten  | The Experience                          |            |                          |
| 2003 | Eartha                                              | Vereinigte Staaten  | Sidebars                                |            |                          |
| 2004 | Donnie McClurkin                                    | Vereinigte Staaten  | ...Again                                |            |                          |
| 2005 | Smokie Norful                                       | Vereinigte Staaten  | Nothing Without You                     |            |                          |
| 2006 | CeCe Winans                                         | Vereinigte Staaten  | Purified                                |            |                          |
| 2007 | Kirk Franklin                                       | Vereinigte Staaten  | Hero                                    |            |                          |
| 2008 | Fred Hammond                                        | Vereinigte Staaten  | Free to Worship                         |            |                          |
| 2009 | Kirk Franklin                                       | Vereinigte Staaten  | The Fight of My Life                    |            |                          |
| 2010 | Heather Headley                                     | Trinidad und Tobago | Audience of One                         |            |                          |
| 2011 | BeBe & CeCe Winans                                  | Vereinigte Staaten  | Still                                   |            |                          |